# Aethalura obenbergeri
Aethalura obenbergeri är en fjärilsart som beskrevs av Bruckova 1945. Aethalura obenbergeri ingår i släktet Aethalura och familjen mätare. Inga underarter finns listade i Catalogue of Life.